# Đêm ở viện bảo tàng: Bí mật hầm mộ
Đêm ở viện bảo tàng: Bí mật hầm mộ (tên gốc tiếng Anh: Night at the Museum: Secret of the Tomb) là một bộ phim hài phiêu lưu của Mỹ 2014 do Shawn Levy đạo diễn và viết kịch bản bởi David Guion and Michael Handelman. Đây là phần tiếp theo của Đêm kinh hoàng 2 (2009) và là phần cuối cùng trong loạt phim Night at the Museum. Phim có sự tham gia của Ben Stiller, Robin Williams, Owen Wilson, Dan Stevens và Ben Kingsley. Phim khởi chiếu tại Việt Nam ngày 19 tháng 12 năm 2014.